# Franjos
Franjos est un éditeur de jeux de société basé à Lichtenau-Henglarn en Allemagne.
L'entreprise a été créée en 1987 par Franz-Josef Schulte.

## Quelques jeux édités
- Aladdins Erbe, 1987, Franz-Josef Schulte
- Can't Stop, 1991, Sid Sackson
- Confusion, 1993, Robert Abbott
- Die Drei, 1998, Alex Randolph
- Hyle 7 (en), 2000, Eric W. Solomon
- Offline, 2000, Hartmut Kommerell
- Up & Down, 2003, Ed Pegg
- Jupiter, 2004, Reiner Knizia